# 青春の記憶 (アルバム)
『青春の記憶』（せいしゅんのきおく）は、日本の音楽ユニット・ALFIEが1975年7月25日にビクター音楽産業から発売した1枚目のオリジナルアルバムである。
1984年3月5日に『GREENHORN』と改題された上で初のCD化され、1988年10月21日と1995年10月27日にも再発された。2014年12月17日には『青春の記憶［+2］』と改題された上でメジャーデビュー40周年を記念してSHM-CDとして再発もされた。

## 内容
初のアルバム作品。また、メンバーに三宅康夫が在籍していたALFIE名義での唯一のアルバムでもある。
ほぼ全ての楽曲で外部の音楽作家を招いて制作され、メンバーが手掛けている楽曲は数曲に留まっている。また、B面の後半4曲はカバー曲となっており、オリジナル楽曲の比重も少ない。
前述の通り改題された上で幾度となく再発盤が生産されており、その内『青春の記憶［+2］』はサードシングルとして出るはずだったが、発売中止になった「府中捕物控」と、そのカップリング曲「明日からよその人」をボーナストラックとして収録したものとなっている。

## 収録曲
| #         | タイトル         | 作詞       | 作曲       | 編曲       | 時間  |
| --------- | ---------------- | ---------- | ---------- | ---------- | ----- |
| 1.        | 「青春の記憶」   | 松本隆     | 筒美京平   | 馬飼野康二 | 2:39  |
| 2.        | 「真夏の夢」     | 松本隆     | 筒美京平   | 馬飼野康二 | 3:33  |
| 3.        | 「心の扉」       | 松本隆     | 筒美京平   | 筒美京平   | 3:08  |
| 4.        | 「危険なリンゴ」 | 松本隆     | 筒美京平   | 筒美京平   | 2:54  |
| 5.        | 「一年目の春」   | 三宅康夫   | 坂崎幸二   | 馬飼野康二 | 3:13  |
| 6.        | 「卒業」         | 高見沢俊彦 | 高見沢俊彦 | 馬飼野康二 | 4:11  |
| 合計時間: | 合計時間:        | 合計時間:  | 合計時間:  | 合計時間:  | 19:38 |

| #         | タイトル               | 作詞       | 作曲       | 編曲       | 時間  |
| --------- | ---------------------- | ---------- | ---------- | ---------- | ----- |
| 7.        | 「夏しぐれ」           | 松本隆     | 筒美京平   | 筒美京平   | 3:30  |
| 8.        | 「ロマンス・レイン」   | 高見沢俊彦 | 高見沢俊彦 | 馬飼野康二 | 2:37  |
| 9.        | 「ひとかけらの純情」   | 有馬三恵子 | 筒美京平   | 馬飼野康二 | 3:10  |
| 10.       | 「水いらずの午後」     | 松本隆     | 筒美京平   | 馬飼野康二 | 2:55  |
| 11.       | 「白いハイウェイ」     | 橋本淳     | 筒美京平   | 馬飼野康二 | 3:30  |
| 12.       | 「ウエイト・アローン」 | 松本隆     | 筒美京平   | 馬飼野康二 | 2:50  |
| 合計時間: | 合計時間:              | 合計時間:  | 合計時間:  | 合計時間:  | 18:32 |

### 解説
1. 青春の記憶
2ndシングルの表題曲。
2. 真夏の夢
2ndシングルのカップリング曲。
3. 心の扉
4. 危険なリンゴ
1stシングルのカップリング曲。
5. 一年目の春
唯一の三宅康夫が作詞を、坂崎幸之助が本名である坂崎幸ニ名義で制作した楽曲。
6. 卒業
初めて高見沢俊彦が制作した楽曲。
7. 夏しぐれ
1stシングルの表題曲。
8. ロマンス・レイン
9. ひとかけらの純情
南沙織の同名曲のカバー。
10. 水いらずの午後
オフコースの同名曲のカバー。
11. 白いハイウェイ
ブレッド&バターの同名曲のカバー。
12. ウエイト・アローン
つなき&みどりの同名曲のカバー。